# Norge (sterowiec)

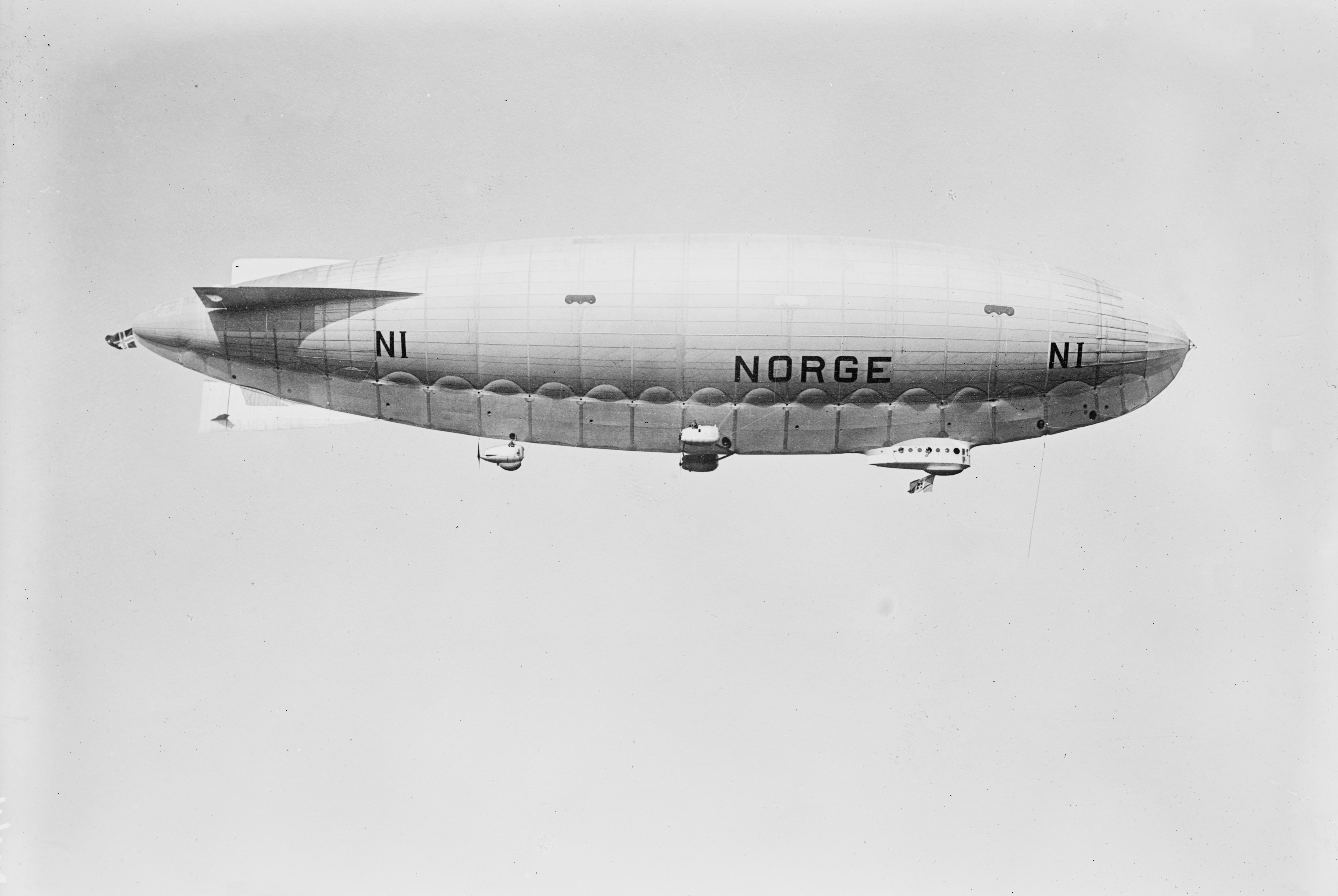

Norge – włoski sterowiec półszkieletowy. W dniach od 11 do 14 maja 1926 roku przeleciał z fiordu Kongsfjorden (Spitsbergen) do Teller na Alasce nad biegunem północnym. 

## Załoga
- Roald Amundsen
- Umberto Nobile
- Lincoln Ellsworth
- Hjalmar Riiser-Larsen
- Oscar Wisting

...
- łącznie 15 albo 16 osób

## Dane
- typ: półszkieletowy napełniony wodorem typ N 1,
- pojemność: 19 tys. m³,
- długość: 106 m,
- średnica: 19,5 m,
- ładowności: 23 tony,
- napęd: 3 silniki Maybach o łącznej mocy 780 KM,
- prędkość: 115 km/h.